# Stefanie Dolson
Stefanie Dolson (Port Jervis, 8 gennaio 1992) è una cestista statunitense, professionista nella WNBA.

## Carriera
È stata selezionata dalle Washington Mystics al primo giro del Draft WNBA 2014 con la 6ª chiamata assoluta.
Con gli Stati Uniti ha disputato i Campionati americani del 2019.

## Palmarès
- 2 volte campionessa NCAA (2013, 2014)
- Campionato WNBA: 1

Chicago Sky: 2021